# King’s Royal Rifle Corps
Das King’s Royal Rifle Corps (KRRC) war ein Infanterie-Regiment der British Army, das unter dieser Bezeichnung von 1830 bis 1958 existierte und in dieser Zeit unter anderem im Zweiten Burenkrieg von 1899 bis 1902 sowie im Ersten und Zweiten Weltkrieg zum Einsatz kam. Seine historischen Wurzeln lagen im 62nd (Royal American) Regiment, das zu Zeiten des Siebenjährigen Krieges in Nordamerika im Jahre 1756 aufgestellt und 1757 in 60th (Royal American) Regiment umnummeriert wurde, und 1815 in das Duke of York’s Own Rifle Corps umbenannt wurde. Im Jahr 1958 wurde das KRRC auf ein Bataillon reduziert und ging als 2. Bataillon in der Green Jackets Brigade auf. Heutiger Nachfolger ist das Regiment The Rifles.

## Geschichte

### 19. und frühes 20. Jahrhundert
Bei der Reorganisation des britischen Regimentssystems nach dem Ende der Napoleonischen Kriege 1815 wurde das 60th Regiment of Foot in das 60th (Duke of York’s Own) Rifle Corps überführt, das nach dem Feldmarschall Frederick Augustus, Duke of York benannt war. Zahlreiche während dieser Kriege aufgestellte Bataillone wurden zu dieser Zeit aufgelöst, sodass das Rifle Corps zu Beginn aus zwei Bataillonen bestand, wovon eines ein Schützenbataillon und das andere ein leichtes Infanteriebataillon war. Ab 1824 wurden beide Bataillone als Schützenbataillone geführt. Anlässlich der Thronbesteigung Wilhelms IV. erhielt das Corps 1830 den Namen King’s Royal Rifle Corps.
Das 1. Bataillon wurde 1845 nach Indien verlegt und kämpfte von 1848 bis 1849 im Zweiten Sikh-Krieg. Das 2. Bataillon wurde 1851 ins südliche Afrika verlegt, wo es am Achten Grenzkrieg gegen die Xhosa teilnahm.
In den Jahren 1855 bis 1857 wurden zwei weitere Bataillone (3. und 4.) aufgestellt. und 1858 erhielt das Corps ein Regimentsdepot, die heutigen Peninsula Barracks in Winchester, Hampshire. Die Nummerierung (60th) wurde in diesem Jahr endgültig aus dem Namen gestrichen.
Im Indischen Aufstand von 1857 kämpfte das 1. Bataillon unter anderem in der Belagerung von Delhi 1857. Es wurden acht Victoria-Kreuze an Angehörige des Bataillons verliehen. Das 2. Bataillon kam 1858 aus Südafrika in Indien an und nahm an den Schlusskämpfen in Oudh teil. Es kam ferner im Zweiten Opiumkrieg von 1860 gegen China zum Einsatz, wo es an der Einnahme der Taku-Forts beteiligt war.
Nach Ausbruch des Amerikanischen Bürgerkriegs 1861 wurde das 4. Bataillon als zusätzlicher Grenzschutz nach Britisch-Nordamerika  verlegt. Das 1. Bataillon kam 1867 ebenfalls in Kanada an und nahm an der Niederschlagung der Red-River-Rebellion von 1870 teil.
Das 2. Bataillon war von 1878 bis 1880 am Zweiten Anglo-Afghanischen Krieg beteiligt und nahm unter anderem an Frederick Roberts’ Marsch auf Kandahar teil.
Das 3. Bataillon wurde 1879 im Zulukrieg eingesetzt und blieb anschließend im südlichen Afrika, wo es im Ersten Burenkrieg von 1881 bei Ingogo und Majuba Hill kämpfte. 1882 kam es im Anglo-Ägyptischen Krieg gegen die Urabi-Bewegung zum Einsatz.
Das 1. Bataillon wurde im Winter 1890/91 nach Britisch-Indien verlegt, wo es bis 1896 an mehreren der Militärkampagnen im Nordwesten Britisch-Indiens teilnahm, unter anderem an der Chitral-Expedition von 1895. Bei der Rückkehr aus Indien erlitt das Truppenschiff Warren Hastings vor Mauritius eine Havarie und das 1/KRRC blieb bis März 1899 auf dieser Insel stationiert, als ein anderes Schiff eintraf, um es nach Natal zu bringen.
Zu Beginn des Zweiten Burenkrieges war das 1/KRRC im nördlichen Natal in der Gegend Glencoe/Dundee stationiert und wurde Teil der 4. Division der Natal Field Force unter Penn Symons. Es kämpfte im Oktober 1899 in den Schlachten von Talana Hill und Lombard’s Kop, bevor es mit dem 2/KRRC und anderen Truppen bis Ende Februar 1900 in Ladysmith eingeschlossen wurde. Das 3/KRRC war Teil der Streitkräfte, die unter Redvers Buller zum Entsatz entsandt wurden, und kämpfte unter anderem bei Spion Kop. Die drei nun vereinigten Bataillone nahmen ab Mai 1900 an der Invasion des Transvaal teil. Es wurden in Südafrika Experimente unternommen, die leichte Infanterie als berittene Infanterie einzusetzen.
1908 erhielt das Regiment zwei Reserve-Bataillone, zusätzlich zu den vier regulären.

### Erster Weltkrieg

#### Reguläre Bataillone
Das 1. Bataillon stand im August 1914 in der Garnison Aldershot und bildete bei der Mobilmachung einen Teil der 6. Brigade der 2. Division. Es landete am 13. August in Rouen. Im Dezember 1915 wurde es zur 99. Brigade derselben Division transferiert.
Das 2. Bataillon stand bei Kriegsausbruch im Blackdown Camp, Surrey. Es kam zur 2. Brigade der 1. Division und landete am 13. August in Le Havre.
Das 3. und 4. Bataillon standen in Britisch-Indien und erreichten England zusammen im November 1914. Beide kamen zur 80. Brigade der 27. Division, mit der sie am 21. Dezember 1914 in Le Havre landeten. Im November 1915 wurden sie mit der Division von Marseille aus an die neugebildete Salonikifront verlegt und kamen im November bzw. Dezember 1915 in Thessaloniki an. Das 4. Bataillon wurde im Juni 1918 nach Frankreich zurückverlegt, wo es der 151. Brigade der 50th (Northumbrian) Division unterstellt wurde.

#### Reserve- und neuaufgestellte Bataillone
Das 5. und 6. (Reserve-)Bataillon standen im August 1914 in Winchester. Bei der Mobilmachung wurden sie nach Sheerness, Kent verlegt und blieben für die Dauer des Krieges in diesem Gebiet stationiert als Teil der Thames & Medway Garrison.
Die 7. bis 13. (Service-)Bataillone wurden im Zeitraum August bis Oktober 1914 aufgestellt und wurden alle zwischen Mai und Ende Juli 1915 nach Frankreich transferiert. Sie wurden überwiegend im Rahmen der 14th (Light) Division und der 20th (Light) Division der „New Army“ eingesetzt.
Die 16. bis 18. (Service-)Bataillone wurden zwischen November 1914 und Juni 1915 aufgestellt und landeten zwischen November 1915 und Mai 1916 in Frankreich.
Das 20. und 21. (Service-)Bataillon wurden im August und September 1915 aufgestellt und beide landeten im Frühjahr 1916 in Frankreich.
Die vollständige Liste der Bataillone umfasst weitere neuaufgestellte Reserve-Bataillone, die alle im Mutterland blieben.

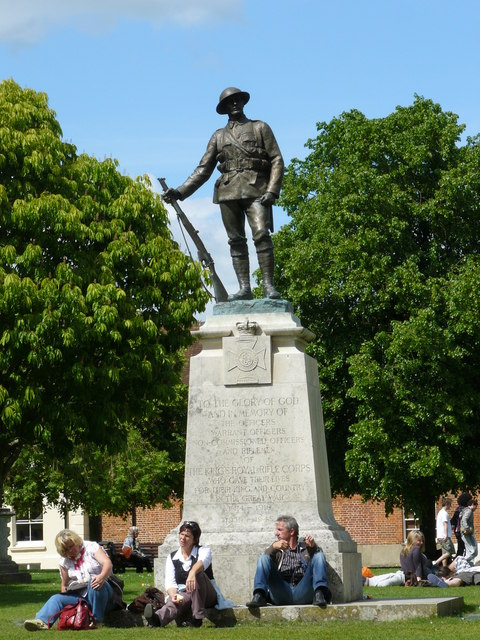
Statue in Winchester

Über 12.800 Offiziere und Männer des KRRC wurden im Ersten Weltkrieg getötet. Ihre Namen sind auf einer Roll of Honour in der Winchester Cathedral aufgezeichnet und eine 1922 enthüllte Statue nahe dem Westportal erinnert an sie. Die Zahl der Verwundeten überstieg 123.000.

### Zwischenkriegszeit
Nach dem Kriegsende kehrte das Regiment zu seinen üblichen Aufgaben zurück, Garnisonsdienst in den britischen Kolonien, in Irland und in den neuen Mandatsgebieten. 1922 wurde es von vier auf zwei reguläre Bataillone reduziert. Ab 1926 fanden Experimente zur Umrüstung als mechanisierte Infanterie statt.

### Zweiter Weltkrieg
Das 1/KRRC, anfangs unter dem Befehl von William Gott, wurde zu Beginn des Krieges nach Nordafrika verlegt. Es kämpfte hier unter anderem gegen die Italienische Invasion Ägyptens von 1940, in der Operation Compass 1940/41, gegen Rommels erste Offensive 1941, in der Operation Crusader Ende 1941, in der Gazala-Stellung und in den Schlachten von El Alamein 1942. Es folgte die Teilnahme am Tunesienfeldzug und am Italienfeldzug bis Kriegsende.
The 2/KRRC bildete wie ein neuausgehobenes 7. Bataillon einen Teil der (2.) British Expeditionary Force in Frankreich. Als Teil der 30th Infantry Brigade ging es bei der Belagerung von Calais verloren und musste neu aufgestellt werden. Es kam anschließend zur 22nd Armoured Brigade der 1st Armoured Division und kämpfte wie das 1. Bataillon bei Gazala und El Alamein. Es wurde anschließend ins Mutterland verlegt, um an der Operation Overlord teilzunehmen. Es kämpfte anschließend unter anderem bei Arnhem und im Reichswald.
Ein neugebildetes 9. Bataillon (The Rangers) wurde 1941 ins Mittelmeer entsandt und kämpfte unter anderem gegen den deutschen Balkanfeldzug auf dem griechischen Festland und in der Schlacht um Kreta. Es wurde 1942 aufgelöst.
Ein 11. Bataillon nahm wie das 1. Bataillon an den Kämpfen in Italien teil. Es wurde nach Griechenland abgestellt, als dort Kämpfe gegen die Kommunisten ausbrachen (Schlacht um Athen 1944). Es blieb bis 1946 in dem Land stationiert.
Ein 8. und 12. Bataillon wurden für den Einsatz bei der Invasion in Nordfrankreich aufgestellt, ersteres wurde schon nach kurzer Zeit wieder aufgelöst.
Die Verluste des Regiments im Zweiten Weltkrieg lagen vermutlich bei über 1000 Toten und über 8000 Verwundeten, Gefangenen und Vermissten.

### Nachkriegszeit und Zusammenschluss mit den Royal Green Jackets
1958 wurde das Regiment administrativ mit der Oxfordshire and Buckinghamshire Light Infantry und der Rifle Brigade zur Brigade der Green Jackets zusammengelegt und erhielt die Bezeichnung 2nd Green Jackets, the King's Royal Rifle Corps. 1966 wurde diese Brigade zum Regiment der Royal Green Jackets formiert, dessen heutiger Nachfolger das Regiment The Rifles ist. Die einzelnen Bataillone unterstehen in verschiedenen Funktionen verschiedenen Brigaden.